# Carlo Mannelli
Carlo Mannelli (né le 4 novembre 1640 à Rome et mort le 6 janvier 1697  dans la même ville) est un violoniste, castrat et compositeur italien du XVIIe siècle.

## Biographie
Carlo Mannelli a passé la plus grande partie de sa vie à Rome où il se produisait soit à l'opéra soit lors de cérémonies religieuses. Surnommé Carlo del Violino, il jouait comme premier violon dans le plus fameux ensemble musical de Rome à cette époque. Arcangelo Corelli, qui a souvent été dirigé par Mannelli et qui l'a progressivement remplacé entre 1682 et 1690 comme premier violon soliste, le décrit dans une de ses lettres comme un des professeurs qui ont eu le plus d'influence. De plus, dans la préface de son Opus 1, il le situait avec Carlo Ambrogio Lonati et Lelio Colista parmi les "plus importants professeurs de musique à Rome".
Pendant plusieurs années, Mannelli a été à la tête de la Congregetione di S. Cecilia, une organisation musicale qui est toujours active de nos jours. Quand il est mort célibataire, en 1697, il a fait don de ses biens non négligeables à la congrégation. Le don a été fait en faveur des membres les plus nécessiteux.
Mannelli était parmi les violonistes les plus importants dans les palais et églises romaines entre 1670 et 1690. À l'exception d'une seule sonate pour violon, son œuvre comprenant environ 300 compositions reste perdue à nos jours.

## Œuvres
- Primo Libro de Sinfonie con violino e Basso continuo
- Sonate e tre, due violini con il basso per l'organo Op.2 (Rome 1682)
- Sonata a tre, due violini con il basso per l'organo Op.3 (Rome 1692)

## Divers
- Le violoniste Carlo Mannelli ne doit pas être confondu avec le compositeur d'opéras baroques Francesco Manelli.